# Птолемеј IX Латир
Птолемеј IX Латир или Птолемеј IX Сотер II (грч. Πτολεμαῖος Σωτήρ Λάθυρος) био је краљ хеленистичког Египта из династије Птолемејида. Владао је у три наврата, први пут од 116. до 110. године пре н. е, други пут од 109. до 107. и најпосле од 88. до 81. године п. н. е.
Био је син Птолемеја VIII Фискона и његове рођене сестре Клеопатре III. Птолемеј Фискон је тестаментом одредио да га наследи супруга која је треала да влада са једним од синова као савладаром. Захваљујући јавном мњењу Александрије Клеопатра III је за савладара изабрала Птолемеја IX који је као владар узео надима Сотер II по угледу на оснивача династије Птолемеја I Сотера. Ипак, у историји је боље запамћен по надимку Латир.
Птолемеј Латир је био под великим утицајем своје мајке Клеопатре III. За жену је прво узео сестру Клеопатру IV, али се доцније поново оженио, по мајчином налогу, млађом сестром Клеопатром Селеном I. Међутим, како је Птолемеј IX покушао да се ослободи мајчиног надзора, Клеопатра је 110. године п. н. е. изазвала преврат под изговором да је Птолемеј Латир хтео да је убије краљица је на престо довела кроткијег сина, Птолемеја X Александра I. Прва владавина Птолемеја X се убрзо завршила и Птолемеј IX Латир је поново завладао од 109. до 107. године пре наше ере. На крају, Птолемеј X Александар I је завладао по други пут 107, поново уз мајку као савладарку. После низа преокрета, Птолемеј Александар је 101. наредио да се његова мајка Клеопатра III погуби. Одржао се на власти све до 88. године п. н. е. када је убијен у грађанском рату захваљујући коме се Птолемеј IX Латир поново домогао круне. Трећа владавина Птолемеја Латира потрајала је све до 81. године п. н. е. када је наредио да се златни саркофаг, у коме су се налазили остаци Александра Великог, претопи у новац и замени стакленим саркофагом. Када су ове вести доспеле у јавност, у Александрији су грађани подигли побуну у којој је убијен Птолемеј Латир.
Птолемеја Латира наследила је ћерка из брака са Клеопатром Селеном, Береника III.

## Породично стабло
|  |                         |  |  |  |  |  |  |  |  |  |  |  |  |  |  |  |
|  | 2. Птолемеј VIII Фискон |  |  |  |  |  |  |  |  |  |  |  |  |  |  |  |
|  |                         |  |  |  |  |  |  |  |  |  |  |  |  |  |  |  |
|  |                         |  |  |  |  |  |  |  |  |  |  |  |  |  |  |  |
|  | 1. Птолемеј IX Латир    |  |  |  |  |  |  |  |  |  |  |  |  |  |  |  |
|  |                         |  |  |  |  |  |  |  |  |  |  |  |  |  |  |  |
|  |                         |  |  |  |  |  |  |  |  |  |  |  |  |  |  |  |
|  | 3. Клеопатра III        |  |  |  |  |  |  |  |  |  |  |  |  |  |  |  |
|  |                         |  |  |  |  |  |  |  |  |  |  |  |  |  |  |  |
|  |                         |  |  |  |  |  |  |  |  |  |  |  |  |  |  |  |